# Raoul de Coggeshall
Raoul de Coggeshall (mort vers 1227), connu en anglais sous le nom de 
Ralph of Coggeshall est un moine et chroniqueur anglais, devenu abbé (1207-1218) de Coggeshall, établissement de l’ordre cistercien en Essex.
On sait qu’il dut quitter sa fonction en raison de sa santé chancelante, en dépit du souhait des moines. 
Il poursuivit l’écriture d’une Chronicon Anglicanum commencée en 1066, qu’il reprend lui-même en 1187. Il souhaitait poursuivre jusque 1227, mais il interrompt le travail trois ans auparavant.
Le personnage central de sa chronique est Richard Cœur de Lion que l’auteur admire.